# Walkringen
Walkringen est une commune suisse du canton de Berne, située dans l'arrondissement administratif de Berne-Mittelland.

## Personnalités
- Ottilia Grubenmann (1917-2003), sage-femme, est morte à Walkringen.
- Karl Tellenbach, dit Dällebach Kari (1877-1931), coiffeur bernois et personnalité originale de la ville de Berne, est né à Walkringen.